# سلوفاكيا في الألعاب الأولمبية
سلوفاكيا في الألعاب الأولمبية الألعاب الأولمبية هي من أهم الأحداث الرياضية في سلوفاكيا، تقوم اللجنة الأولمبية السلوفاكية بالإشراف في شؤون مشاركة سلوفاكيا في الألعاب الأولمبية، كانت جمهورية التشيك تشارك سابقاً في الألعاب الأولمبية باسم المجر وثم تشيكوسلوفاكيا، أول مرة إشتركت فيهاسلوفاكيا بعد انحلال تشيكوسلوفاكيا في سنة 1993 كانت في دورة 1996 في أتالانتا فيالولايات المتحدة، وقد فازت سلوفاكيا حتى الآن في مشوارها في الألعاب الأولمبية الصيفية بمجموع 40 ميدالية في الألعاب الأولمبية الصيفية منها 14 ميدالية ذهبية و 10 فضية و 16 برونزية، وأكثر الرياضات التي تنافس فيها سلوفاكيا هي ألعاب القوى والسباحة والتجديف والرماية والملاكمة ورياضات أخرى.
في الألعاب الأولمبية الشتوية شاركت سلوفاكيا أول مرة في دورة 1994 في ليلهامر في النرويج وفازت حتى الآن بمجموع 8 ميدالية منها 3 ميداليات ذهبية و3 فضية و2 برونزية وأكثر الرياضات التي تنافس فيها سلوفاكيا هي البياثلون والتزلج على الثلوج ورياضات أخرى.